# Sovětská okupace Mandžuska
Sovětská okupace Mandžuska (rusky Маньчжурия под оккупацией СССР, čínsky v českém přepisu Su-lien čan-ling sia te man-čou, pchin-jinem Sūlián zhànlǐng xià de mǎnzhōu, znaky tradiční 苏联占领下的满洲) bylo období dějin Mandžuska od srpna 1945 do května 1946, kdy Sovětský svaz, po invazi Rudé armády do japonského loutkového státu Mandžukuo, po devět měsíců okupoval Mandžusko. V květnu 1946 se sovětské jednotky stáhly, přičemž území předaly čínským komunistům.

## Dějiny

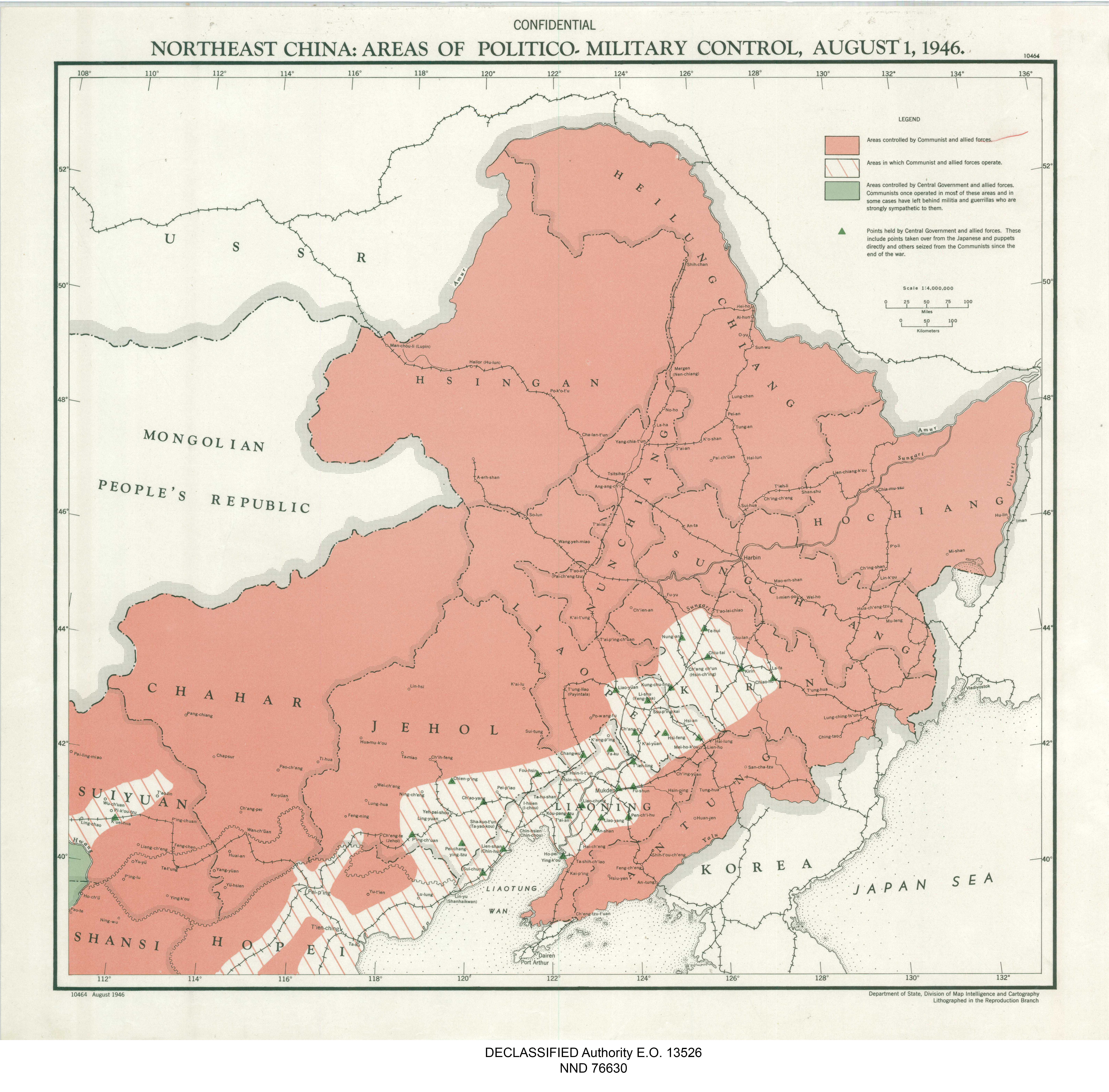
Oblasti politické a vojenské kontroly severovýchodní Číny 1. srpna 1946

### Jaltská konference
11. února 1945 podepsala Velká trojka (Roosevelt, Churchill a Stalin) jaltskou dohodu. Ta zavázala Sovětský svaz vstoupit do války proti Japonsku do tří měsíců po kapitulaci Německa, výměnou za územní ústupky a sovětský vliv v poválečném Mandžusku.

### Operace Srpnová bouře
S koncem druhé světové války v Evropě se SSSR začal připravovat na válku s Japonskem. 9. srpna 1945 překročilo asi 1,7 milionu sovětských vojáků s 5500 tanky mandžusko-sovětskou hranici a ze čtyř směrů zaútočilo na pozice japonské Kuantungské armády. Současně tichooceánská flota sovětského námořnictva provedla vylodění v severní Koreji a na Kurilských ostrovech. Dne 15. srpna japonský císař oznámil japonskou kapitulaci.
Dne 17. srpna 1945 dal maršál Sovětského svazu a velitel Dálněvýchodního vojenského okruhu Alexandr Vasilevskij japonské armádě ultimátum, ve kterém požadoval složení zbraní a kapitulaci. Druhého dne velitel Kuantungské armády Otozó Jamada kapitulaci přijal. Dne 20. srpna začala Kuantungská armáda odevzdávat zbraně Sovětské armádě a do 30. srpna byla Kuantungská armáda v severovýchodní Číně a Severní Koreji odzbrojena a sovětsko-japonská válka skončila. Japonské ztráty byly asi 677 000 mužů, z nichž přibližně 83 000 bylo zabito. Sovětské ztráty byly přibližně 32 000 mužů. V září 1945 postoupila čínská Osmá pochodová armáda na severovýchod a aktivně spolupracovala se sovětskou Rudou armádou.

### Stažení Rudé armády
Dne 14. srpna 1945 podepsal Kuomintang smlouvu o přátelství a spojenectví se Sovětským svazem. Smlouva potvrdila čínskou suverenitu nad Mandžuskem výměnou za čínské uznání pro-sovětské Mongolské lidové republiky. Sověti se z Mandžuska začali stahovat do tří týdnů po Japonské kapitulaci, ale proces zdržovali.
Obnovení čínské občanské války na počátku roku 1946 přimělo Rudou armádu k dokončení stažení, ale ne dříve, než v březnu tajně předala Mandžusko čínským komunistům v rozporu s dohodou.

## Ekonomika

100 jüan velitelství Rudé armády se zeleným kolkem

V souvislosti s pobytem sovětských vojsk v severovýchodní Číně musely úřady věnovat pozornost otázce zásobování posádek potravinami a potřebami. V oběhu byly různé čínské peníze, ale neexistovala žádná emitující banka. Za těchto okolností, aby zaplatilo za potřebné potraviny a další zboží a služby pro své jednotky, velení Rudé armády začalo vydávat vlastní jüany, jejichž emise pak trvala až do stažení sovětských vojsk. Tyto „bankovky“, opatřené kolkem, zůstaly v oběhu i po stažení sovětských vojsk, dokud Čína nevydala nové bankovky.